# Corcieux
Corcieux est une ville du nord-est de la Pháp, chef-lieu de canton du tỉnh Vosges, tổng Saint-Dié-des-Vosges. Dân địa phương tiếng Pháp gọi là Forfelets. Corcieux có diện tích 17,4 km2, dân số năm 1999 là 1598 người.

## Biến động dân số
| 1962                                         | 1968 | 1975 | 1982 | 1990 | 1999 |
| -------------------------------------------- | ---- | ---- | ---- | ---- | ---- |
| 1450                                         | 1525 | 1790 | 1880 | 1718 | 1598 |
| Số liệu từ năm 1962: Dân số không tính trùng |      |      |      |      |      |